# Río Yariapo
Río Yariapo är ett vattendrag i Bolivia.   Det ligger i departementet La Paz, i den nordvästra delen av landet, 600 km nordväst om huvudstaden Sucre.
I omgivningen kring Río Yariapo växer i huvudsak städsegrön lövskog. Området är nästan obefolkat, med mindre än två invånare per kvadratkilometer.